# Grand Prix Kranj
Il Grand Prix Kranj è una corsa in linea maschile di ciclismo su strada che si svolge nella città di Kranj, in Slovenia, ogni anno a luglio. Dal 2007 fa parte del calendario dell'UCI Europe Tour classe 1.1.
Dal 1967 al 1997 fu disputato come corsa in linea, poi, fino al 2002, come gara a tappe, e dal 2003 è tornato alla formula originaria in linea.

## Albo d'oro
Aggiornato all'edizione 2024.
| Anno    | Vincitore          | Secondo            | Terzo            |
| ------- | ------------------ | ------------------ | ---------------- |
| 1967    | Jože Valenčič      |                    |                  |
| 1968    | Franc Hvasti       |                    |                  |
| 1969    | Slavko Žagar       |                    |                  |
| 1970    | Rudi Valenčič      |                    |                  |
| 1971    | Franc Hvasti       |                    |                  |
| 1972    | Jože Valenčič      |                    |                  |
| 1973    | Franc Hvasti       |                    |                  |
| 1974    | Janez Končar       |                    |                  |
| 1975    | Janez Končar       |                    |                  |
| 1976    | Miro Rakuš         |                    |                  |
| 1977    | Bojan Ropret       |                    |                  |
| 1978    | Bojan Ropret       |                    |                  |
| 1979    | Bojan Udovič       |                    |                  |
| 1980    | non disputato      | non disputato      | non disputato    |
| 1981    | Bojan Ropret       |                    |                  |
| 1982    | Vinko Polončič     |                    |                  |
| 1983    | Bojan Ropret       |                    |                  |
| 1984    | Radomir Pavlovič   |                    |                  |
| 1985    | Jure Pavlič        |                    |                  |
| 1986    | Rajko Čubrič       |                    |                  |
| 1987    | Fabrizio Bontempi  |                    |                  |
| 1988    | Sandi Papež        |                    |                  |
| 1989    | Vladimir Brkovič   |                    |                  |
| 1990    | Robert Pintarič    |                    |                  |
| 1991    | Aleš Pagon         |                    |                  |
| 1992    | Sandi Papež        |                    |                  |
| 1993    | Robert Pintarič    |                    |                  |
| 1994    | Gorazd Štangelj    |                    |                  |
| 1995    | Bogdan Ravbar      |                    |                  |
| 1996    | Igor Kranjec       | Rajko Petek        | Bogdan Ravbar    |
| 1997    | Martin Hvastija    | Tomáš Konečný      | Branko Filip     |
| 1998    | Gorazd Štangelj    | Martin Hvastija    | Tadej Valjavec   |
| 1999    | Igor Kranjec       | Jan Bratkowski     | Uroš Murn        |
| 2000    | Massimo Girardello |                    |                  |
| 2001    | Daniele Masolino   | Hrvoje Miholjević  | Radoslav Rogina  |
| 2002    | Michail Timošin    | Tomaž Nose         | Kristjan Fajt    |
| 2003    | Giorgio Orizio     | Matej Mugerli      | Tomaž Nose       |
| 2004    | Giovanni Visconti  | Matic Strgar       | Marco Bandiera   |
| 2005    | Martin Hvastija    | Drąsutis Stundžia  | Matej Stare      |
| 2006    | Boštjan Mervar     | Robert Kišerlovski | Pavel Zitta      |
| 2007    | Borut Božič        | Matej Mugerli      | Matic Strgar     |
| 2008    | Grega Bole         | Jure Kocjan        | Aldo Ino Ilešič  |
| 2009    | Gasper Švab        | Robert Vrečer      | Jaŭhen Sobal'    |
| 2010    | Matej Gnezda       | Vladimir Koev      | Oscar Gatto      |
| 2011    | Simone Ponzi       | Luka Mezgec        | Blaž Furdi       |
| 2012    | non disputato      | non disputato      | non disputato    |
| 2013    | Lukas Pöstlberger  | Matej Jurčo        | Kristjan Fajt    |
| 2014-15 | non disputato      | non disputato      | non disputato    |
| 2016    | Mattia De Marchi   | Radoslav Rogina    | Simone Ravanelli |
| 2017    | Matej Mugerli      | Žiga Jerman        | Markus Eibegger  |
| 2018    | Daniel Auer        | Alessandro Pessot  | Nicolás Tivani   |
| 2019    | Marko Kump         | Paolo Totò         | Marco Cecchini   |
| 2020    | Olav Kooij         | Filippo Fortin     | Paweł Franczak   |
| 2021    | Riccardo Verza     | Felix Engelhardt   | Moran Vermeulen  |
| 2022    | Andrea Peron       | Tomáš Bárta        | Tilen Finkšt     |
| 2023    | Edoardo Zamperini  | Filippo Ridolfo    | Federico Biagini |
| 2024    | Roman Ermakov      | Matteo Baseggio    | Alexandre Balmer |